# Eleccions legislatives daneses de 2022
Es van celebrar eleccions generals en el Regne de Dinamarca l'1 de novembre de 2022, després de la crida a les eleccions anticipades per part de la primera ministra Mette Frederiksen, set mesos abans del previst. Es van escollir els 179 diputats del Folketing, dels quals, eren electes 175 representants de la Dinamarca continental, dos de les illes Fèroe i dos de Groenlàndia. A les Illes Fèroe, la votació es va celebrar el dia anterior.

## Resultats

### Dinamarca continental
| Símbol electoral       | Partit polític                                                                          | Vots      | %    | Escons (175/179) | +/– |
| ---------------------- | --------------------------------------------------------------------------------------- | --------- | ---- | ---------------- | --- |
| A                      | Socialdemòcrates, Socialdemokratiet                                                     | 971.995   | 27,5 | 50 / 179         | 2   |
| V                      | Venstre, Venstre, Danmarks Liberale Parti (Esquerra, Partit Liberal de Dinamarca)       | 470.546   | 13,3 | 23 / 179         | 20  |
| M                      | Els Moderats, Moderaterne                                                               | 327.699   | 9,3  | 16 / 179         | Nou |
| F                      | Esquerra Verda, Socialistisk Folkeparti (Partit Popular Socialista)                     | 293.186   | 8,3  | 15 / 179         | 1   |
| Æ                      | Demòcrates de Dinamarca, Danmarksdemokraterne                                           | 286.796   | 8,1  | 14 / 179         | Nou |
| I                      | Aliança Liberal, Liberal Alliance                                                       | 278.656   | 7,9  | 14 / 179         | 10  |
| C                      | Partit Popular Conservador, Det Konservative Folkeparti                                 | 194.820   | 5,5  | 10 / 179         | 2   |
| Ø                      | Aliança Roja-Verda, Enhedslisten - De Rød-Grønne (La Llista d'Unitat - Els Rojos-Verds) | 181.452   | 5,1  | 9 / 179          | 4   |
| B                      | Esquerra Radical, Radikale Venstre                                                      | 133.931   | 3,8  | 7 / 179          | 9   |
| D                      | La Nova Dreta, Nye Borgerlige                                                           | 129.524   | 3,7  | 6 / 179          | 2   |
| Å                      | L'Alternativa, Alternativet                                                             | 117.567   | 3,3  | 6 / 179          | 1   |
| O                      | Partit Popular Danès, Dansk Folkeparti                                                  | 93.428    | 2,6  | 5 / 179          | 11  |
| Q                      | Verds Independents, Frie Grønne                                                         | 31.787    | 0,9  | 0 / 179          | Nou |
| K                      | Els Demòcrates Cristians, Kristendemokraterne                                           | 18.276    | 0,5  | 0 / 179          | = 0 |
|                        | Independents                                                                            | 4.288     | 0,1  | 0 / 179          |     |
| Vots vàlids            | Vots vàlids                                                                             | 3.533.951 |      |                  |     |
| Vots invàlids/en blanc | Vots invàlids/en blanc                                                                  | 58.871    |      |                  |     |
| Vots emesos            | Vots emesos                                                                             | 3.592.822 |      |                  |     |
| Font: dst.dk, ft.dk    |                                                                                         |           |      |                  |     |

### Illes Fèroe
| Partit polític         | Vots   | %     | +/–  | Escons | +/– |
| ---------------------- | ------ | ----- | ---- | ------ | --- |
| Sambandsflokkurin      | 8.198  | 30,19 | +1,5 | 1      | 0   |
| Javnaðarflokkurin      | 7.659  | 28,20 | +2,3 | 1      | 0   |
| Tjóðveldi              | 4.927  | 18,14 | –0,7 | 0      | 0   |
| Fólkaflokkurin         | 4.222  | 15,55 | –8,6 | 0      | 0   |
| Miðflokkurin           | 1.217  | 4,48  | +4,5 | 0      | Nou |
| Framsókn               | 936    | 3,45  | +1,0 | 0      | 0   |
| Total                  | 27.159 | 100,0 | –    | 2      | –   |
| Vots vàlids            | 27.159 | 99,20 |      |        |     |
| Vots invàlids/en blanc | 219    | 0,80  |      |        |     |
| Vots emesos            | 27.378 | 100,0 |      |        |     |
| Electors               | 38.387 | 71,3  | +1,0 |        |     |
| Font: kvf.fo           |        |       |      |        |     |

### Groenlàndia
Pendent.